# Poligné
Poligné (auf Gallo Polinyae, auf Bretonisch Polinieg) ist eine Gemeinde im französischen Département Ille-et-Vilaine in der Bretagne. Sie gehört dort zum Kanton Bain-de-Bretagne im Arrondissement Redon. Sie grenzt im Norden an Bourg-des-Comptes, im Nordosten an Crevin, im Osten an Pancé und im Süden und im Westen an Pléchâtel. Das Siedlungsgebiet liegt durchschnittlich auf knapp 70 Metern über Meereshöhe.
Die Route nationale 137 führt über Poligné.

## Sehenswürdigkeiten
Siehe auch: Liste der Monuments historiques in Poligné
- Château du Bois-Glaume, Monument historique
- Kirche Saint-Donatien-Saint-Rogatien
- Kriegerdenkmal

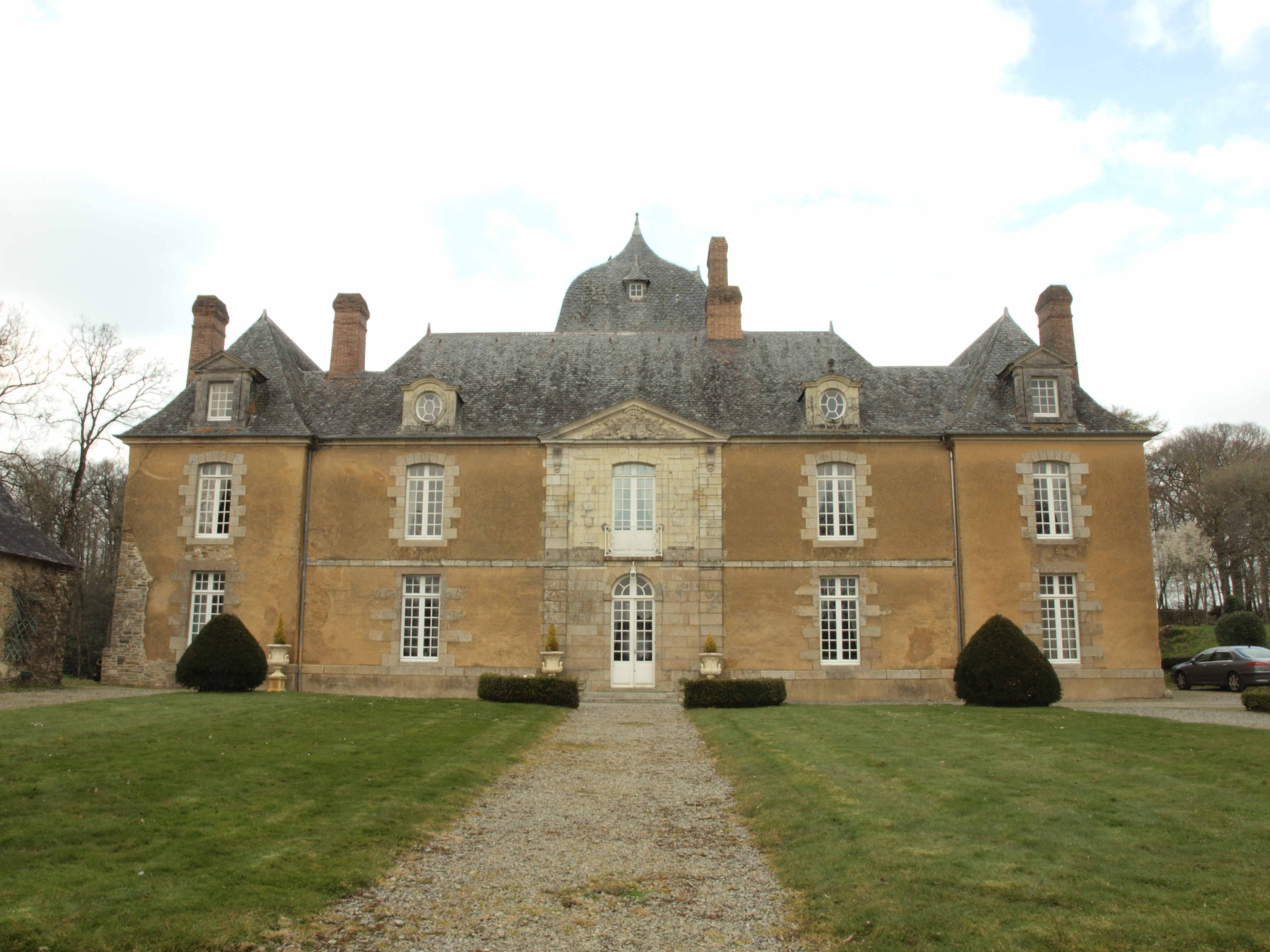
Château du Bois-Glaume
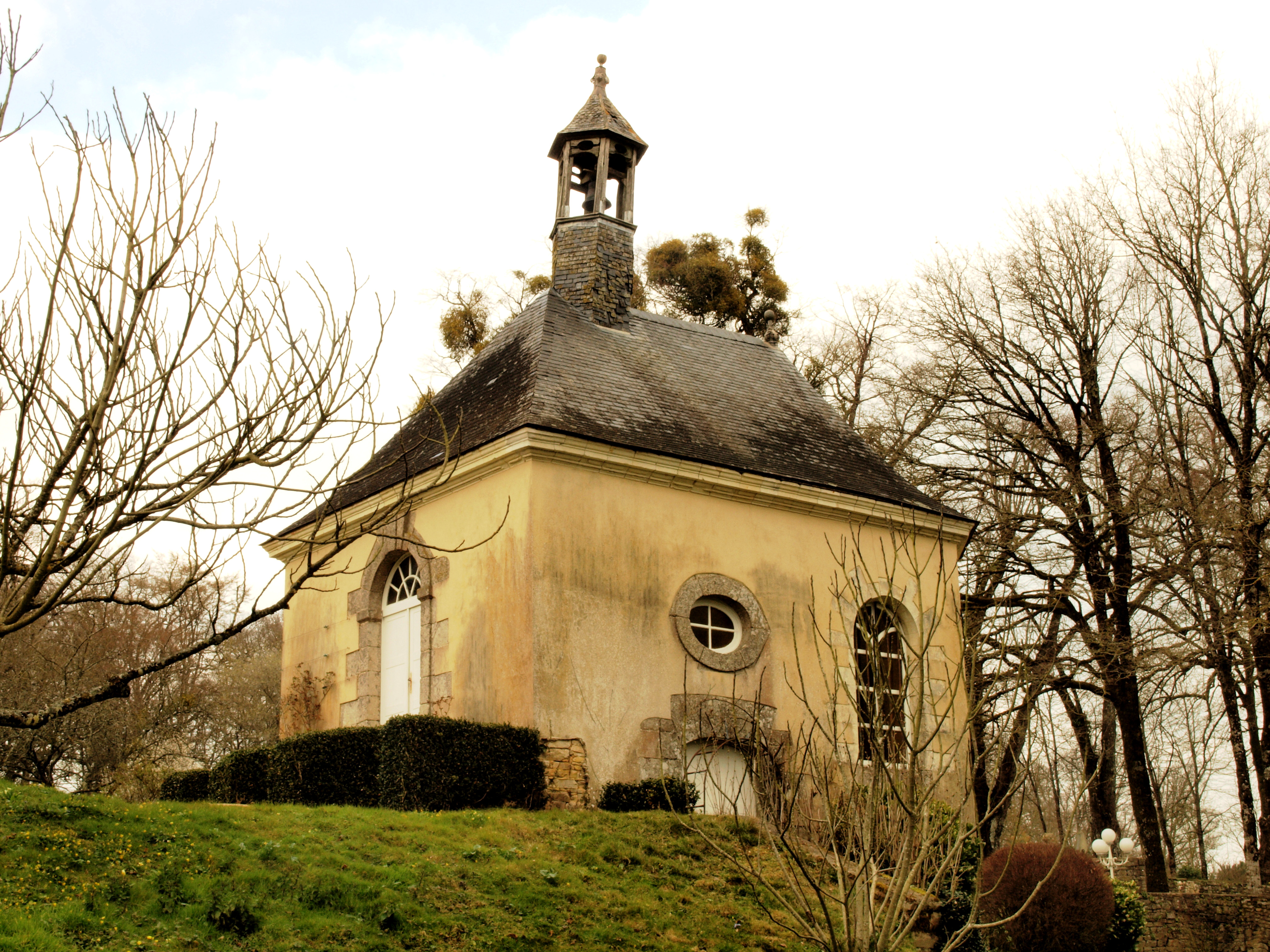
Die Kapelle des Schlosses Bois-Glaume
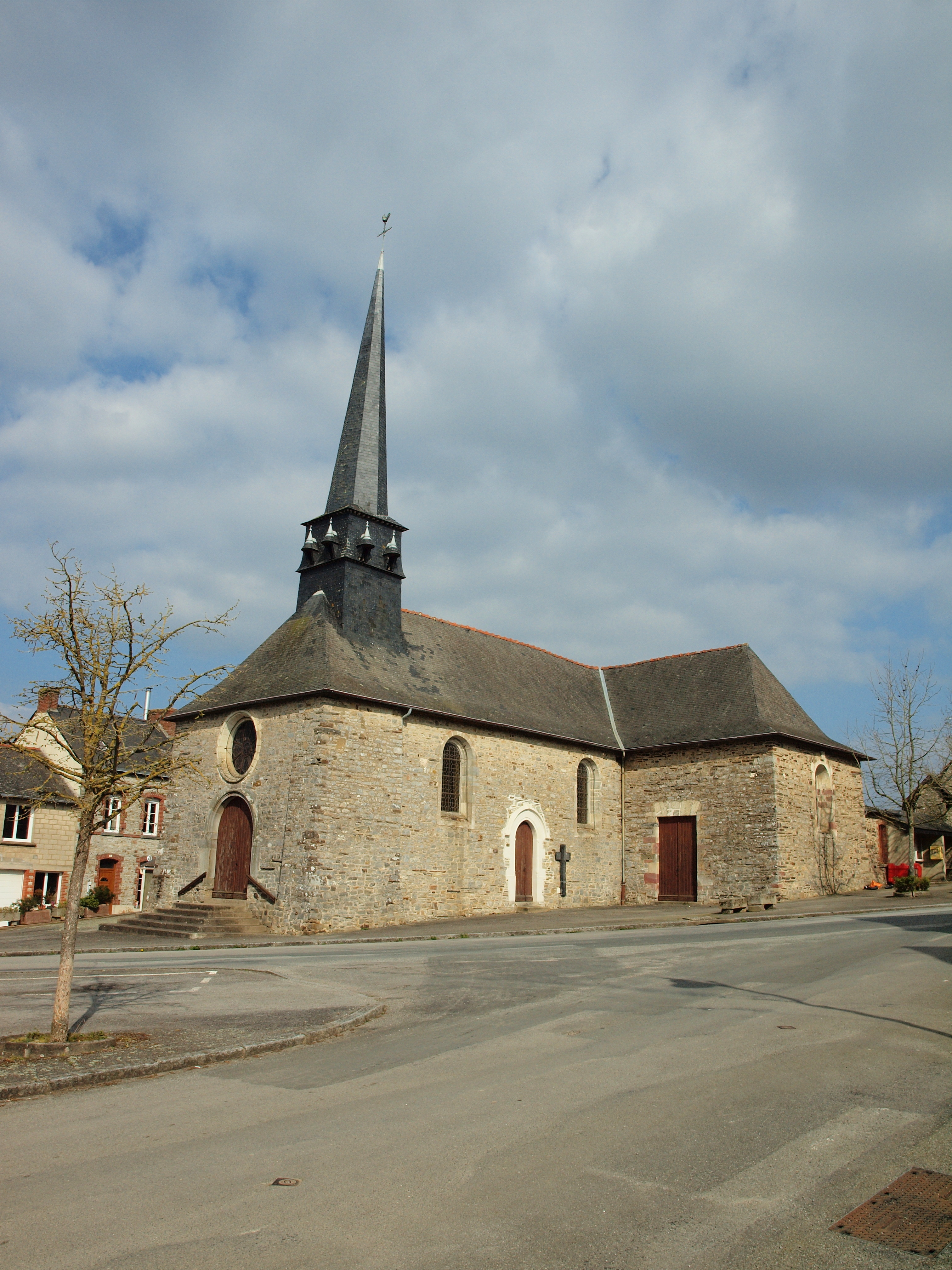
Kirche Saint-Donatien-Saint-Rogatien
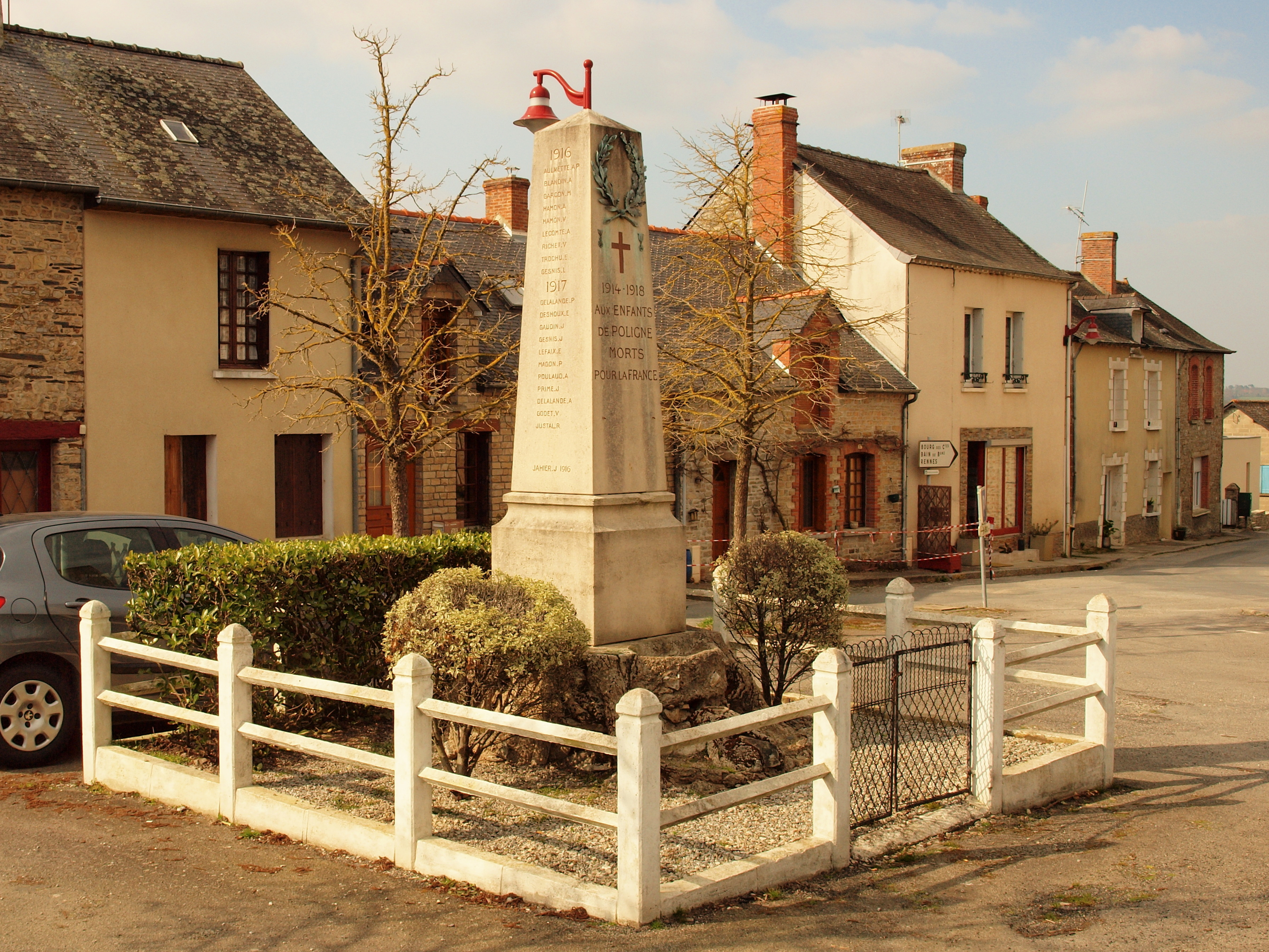
Kriegerdenkmal

## Bevölkerungsentwicklung
| Jahr      | 1962 | 1968 | 1975 | 1982 | 1990 | 1999 | 2008 | 2013 |
| --------- | ---- | ---- | ---- | ---- | ---- | ---- | ---- | ---- |
| Einwohner | 430  | 456  | 447  | 492  | 618  | 760  | 1099 | 1140 |